# أوربانو غارسيا ألونسو
أوربانو غارسيا ألونسو (بالإسبانية: Urbano García Alonso)‏ هو مقدم تلفزيوني وكاتب وصحفي إسباني، ولد في 13 فبراير 1965 في بلاسينثيا في إسبانيا.